# Robyn Bliley
Robyn Bliley is een Amerikaans actrice, filmregisseuse en filmproducente. 

## Biografie
Bliley begon op veertienjarige leeftijd met werken als model en verscheen in de jaren hierna in kranten en tijdschriften. Zij ging studeren aan de Texas Christian University in Fort Worth (Texas) en haalde haar Bachelor of Fine Arts in theaterwetenschap, Televisie en Filmproduktie.
Bliley begon in 1993 met acteren in de televisieserie Ultraman: The Ultimate Hero. Hierna heeft zij nog meerdere rollen gespeeld in televisieseries en films zoals A Friend to Die For (1994) en Night Man (1997-1998). Naast actrice is zij ook actief als filmproducente en filmregisseuse. 

## Prijzen
- 2008 Arizona International Film Festivalin de categorie Beste Documentaire met de televisiedocumentaire Circus Rosaire – gewonnen.
- 2007 Sarasota Film Festival in de categorie Publieksprijs Documentaire met de televisiedocumentaire Circus Rosaire – gewonnen.

## Filmografie

### Films
- 1994 A Friend to Die For – als Courtney

### Televisieseries
Uitgezonderde eenmalige gastoptredens.
- 1997 – 1998 Night Man – als Elaine Barnes – 3 afl.
- 1993 – 1994 Ultraman: The Ultimate Hero – als Julie Young – 13 afl.

### Filmregisseuse
- 2006 – 2008 Walmart Soundcheck – televisieserie – 32 afl.
- 2002 – 2007 AOL Sessions – televisieserie – 107 afl.
- 2007 Circus Rosaire – televisiedocumentaire
- 2007 Hip Hop Life – film
- 2007 Relient K: Live at Capitol Studios – film
- 2006 Neil McCoy: Live! – film
- 2005 In the Moment: Marty Stuart – televisiedocumentaire

### Filmproducente
- 2024 American Masters - documentaireserie - 1 afl.
- 2024 Blake Edwards: A Love Story in 24 Frames - documentaire
- 2021 The Super Bob Einstein Movie - documentaire
- 2007 Circus Rosaire – documentaire
- 2007 Relient K: Live at Capitol Studios – film
- 2005 AOL Sessions – televisieserie – 1 afl.